# Parentalia
Parentalia er en romersk religiøs fest for de døde (Di Manes). Den begyndte 13. februar og sluttede 21. februar om aftenen. Festen og de ritualer, den bestod af, omfattede oprindeligt kun afdøde familiemedlemmer, men da indbyggertallet i Rom voksede og den enkelte borgers forbindelse til slægten blev svagere, blev parentalia højere grad offentlig og kom til at omfatte de døde i al almindelighed.

## Praksis
Parentalia var den største religiøs fest for de døde af de tre, der fandt sted i løbet af febru-ar. Den begyndte på Ides (normalt 13. el. 15. februar) og blev efterfulgt af Feralia og Carista, og blev indledt ved at vestalinderne udførte en række ritualer til ære for de døde. Herefter ville de enkelte familier besøge deres familiegravsteder udenfor Roms bymur, hvor de ofre forskellige madvarer eller votivgaver. Under hele perioden var templerne lukket, det var ikke tilladt at indgå ægteskab og de offentlige institutioner nedlagde arbejdet.
Feralia fandt sted den 22. februar, og markerede afslutningen på Parentalia, her blev et større offer givet til de døde slægtninge og Jupiter, gerne et får. I Ovids beskrivelse af festen er der overtoner af hekseri, så den i moderne tid er blevet sammenlignet med Halloween. (note)
Efter festerne for de døde var afsluttet samledes familierne gerne til en mere munter sammenkomst, Carista, hvor de levende slægtninge blev fejret. Alle medlemmer af slægten blev inviteret til spisning, og det blev forventet at alle former for udestående ville blive løst i løbet af festen. Under middagen blev der ofret til lares og penates.